# Гешиц
Гешиц (њем. Göschitz) општина је у њемачкој савезној држави Тирингија. Једно је од 76 општинских средишта округа Зале-Орла. Према процјени из 2010. у општини је живјело 273 становника. Посједује регионалну шифру (AGS) 16075034.

## Географски и демографски подаци
Гешиц се налази у савезној држави Тирингија у округу Зале-Орла. Општина се налази на надморској висини од 402 метра. Површина општине износи 7,8 km². У самом мјесту је, према процјени из 2010. године, живјело 273 становника. Просјечна густина становништва износи 35 становника/km².